# Kara Bajema
Kara Bajema est une joueuse américaine de volley-ball née le 24 mars 1998 à Bellingham. Elle joue au poste de réceptionneuse-attaquante.